# Inval in Pallars en Ribagorza (904)
De inval van 904 was een militaire campagne van het Omajjadische emiraat Córdoba tegen de Catalaanse graafschappen Pallars en Ribagorza.

## Achtergrond
In augustus 872 werd graaf Bernard van Gothië vermoord door een vazal van Bernard Plantevelue en Oliba II werd hersteld aan het hoofd van de graafschappen Carcassona en Rasés, terwijl Plantapilosa Toulouse en Limoges regeerde. Pallars en Ribagorza ontsnapten aan zijn controle, aangezien de aanhangers van de vermoorde graaf een nieuwe dynastie stichtten, begonnen door graaf Raymond I van Pallars en Ribagorza.
Op 11 augustus 897 viel Lubb ibn Mohammed het graafschap Barcelona aan en doodde graaf Wifried I op het slagveld. Kort daarna veroverde zijn leger Tudela, Tarazona, Álava, Toledo en verwoestte het platteland van Jaén.

## Inval van 904
In 904 vertrok Lubb ibn Mohammed met zijn leger uit Balaguer om de confrontatie aan te gaan met Raymond I van Pallars en Ribagorza; met succes de kastelen van Sarroca de Bellera, Castissent en Mola de Baró veroveren, waarmee hij de grootste uitbreiding van zijn domeinen bereikte. Zijn troepen verwoestten en plunderden het hele Pyrenese graafschap, waarbij zo'n 700 mensen omkwamen en ongeveer 1.000 krijgsgevangenen werden gemaakt - onder wie de zoon van de graaf, Isarn.

## Gevolgen
In 905 werd zijn bondgenoot Fortún Garcés afgezet door Sancho I van Navarra (met de hulp van de graaf van Pallars). In 907 probeerde Lubb ibn Mohammed Fortún Garcés te helpen door Pamplona aan te vallen, maar de resultaten van de expeditie waren rampzalig. Kort daarna viel Lubb ibn Mohammed in een hinderlaag voorbereid door Sancho I van Navarra, en werd vermoord.
Graaf Isarn, die gevangen werd gehouden in Tudela werd in 918 vrijgelaten.